# 谢勇 (1958年)
谢勇（1958年4月—），男，湖南祁阳人，中华人民共和国政治人物，中国民主促进会会员。湘潭大学哲学系哲学专业毕业，南开大学社会学系社会心理学专业硕士。

## 生平
1975年4月参加工作，任江永县知青。1978年2月至1982年2月在湘潭大学哲学系哲学专业学习。1982年2月至1985年9月任湘潭大学马列主义教研室、法律系助教。1985年9月至1987年6月在南开大学社会学系社会心理学专业读硕士研究生。
1987年6月至1992年6月任湘潭大学法律系助教、讲师。1992年6月至1995年5月任湘潭大学法律系副教授。1995年5月至1996年5月任湘潭大学法律系主任、副教授、教授。1996年5月至1997年4月任湘潭大学法学院院长（其间于1996年11月至1997年1月在湖南省委党校中青年干部培训班学习）。
1997年4月至2002年6月任民进湖南省副主委，湖南省高级人民法院副院长（其间于1998年5月至1998年11月挂职任最高人民法院民庭庭长助理；2001年8月至2002年2月在湖南省中青年干部赴美进修班学习）。2002年6月至2003年1月任民进湖南省委主委，湖南省高级人民法院副院长。
2003年1月至2008年1月任民进中央常委、湖南省委主委，湖南省高级人民法院副院长。2008年1月至今任民进中央常委、湖南省委主委，湖南省人大常委会副主任。
第十届全国政协委员。2008年起担任全国人大代表。2018年2月24日，当选为第十三届全国人大代表。